# 스파이더우먼 (제시카 드루)
제시카 드루(Jessica Drew), 일명 스파이더우먼(영어: Spider-Woman)은 마블 코믹스의 슈퍼히어로 캐릭터이다. 본래 스파이더맨의 여성판으로서 만들어졌으나 설정상으로는 독립된 캐릭터이며, 부모의 과학 실험을 통해 거미의 힘을 얻게 됐다. 1977년 2월 《마블 스포트라이트》 32호에 처음 등장했고, 아치 굿윈과 마리 세버린이 공동 창작하였다.

## 담당 성우

### TV 애니메이션
- 스파이더우먼(1979) - 조앤 밴아크

### 비디오 게임
- 마블 얼티밋 얼라이언스(2005) - 타시아 발렌자
- 스파이더맨: 웹 오브 쉐도우(2008) - 메리 엘리자베스 맥글린
- 마블 얼티밋 얼라이언스 2(2009) - 엘리자베스 데일리
- 마블 슈퍼 히어로 스쿼드 온라인(2011) - 그레이 딜라일
- 레고 마블 슈퍼 히어로즈(2013) - 카리 월그렌
- 마블 어벤저스 아카데미(2016) - 키어넌 십카